# Радослав Вардаров

Радослав Вардаров – Латето е бивш български футболист, полузащитник. Роден е на 10 септември 1968 г. в Самоков. Играл е за Рилски спортист, Локомотив (София), Академик (София), Черно море, Кремиковци, Добруджа, Черноморец, Магдебург (Германия) и Слога Югомагнат (Македония). В А група има 108 мача и 22 гола. Носител на купата на страната и вицешампион през 1995 г. с Локомотив (Сф). Треньор е на Добруджа (Добрич).

## Статистика по сезони
- Рилски спортист - 1985/86 - Б група, 8 мача/1 гол
- Рилски спортист - 1986/87 - Б група, 19/3
- Рилски спортист - 1987/88 - В група, 21/4
- Рилски спортист - 1988/89 - В група, 23/6
- Рилски спортист - 1989/90 - В група, 26/9
- Рилски спортист - 1990/91 - В група, 28/11
- Добруджа - 1991/92 - А група, 37/16
- Локомотив (Сф) - 1992/93 - А група, 16/2
- Локомотив (Сф) - 1993/94 - А група, 15/2
- Черно море - 1996/пр. - Б група, 14/7
- Черно море - 1996/97 - Б група, 24/1
- Магдебург - 1997/98 - Оберлига-Североизток, 14/1
- Кремиковци - 1998/99 - А група, 18/2
- Добруджа - 1999/00 - А група, 28/7
- Добруджа - 2000/01 - Б група, 16/2
- Черноморец - 2001/ес. - А група, 10/1
- Слога - 2002/пр. - Македонска Първа Лига, 7/2